# Weiler (Sinsheim)

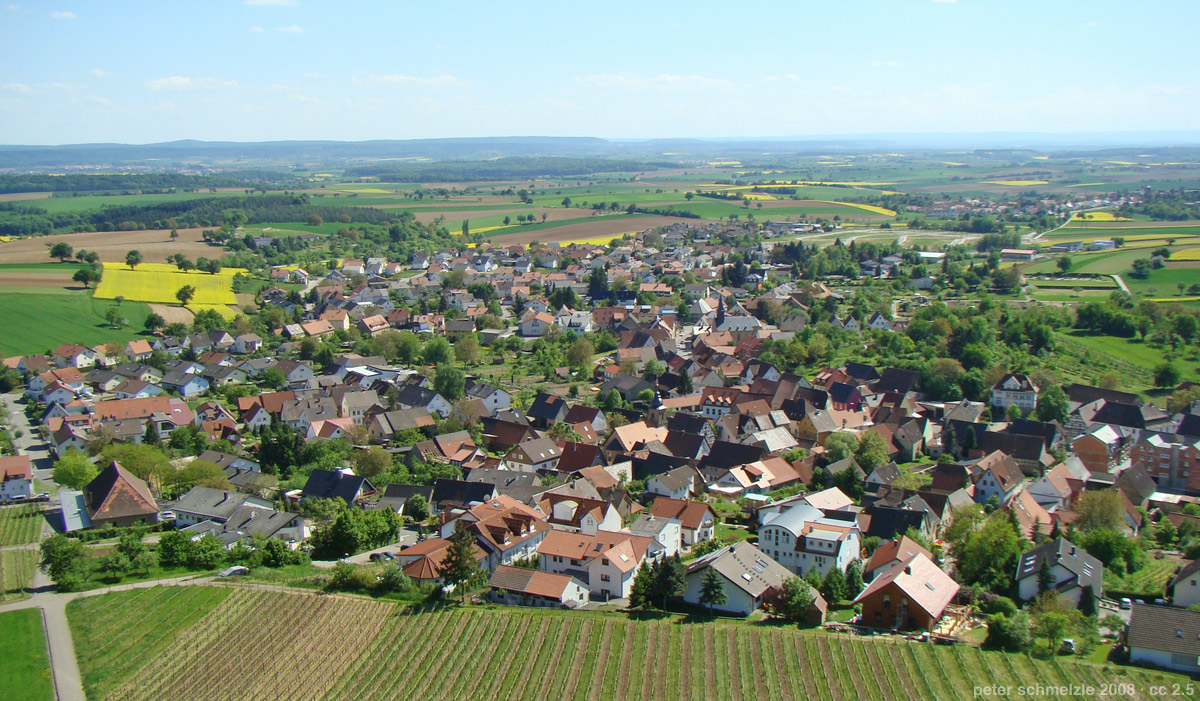
Blick auf Weiler von Burg Steinsberg

Weiler ist ein Dorf im Süden des Rhein-Neckar-Kreises, das seit 1971 zu Sinsheim gehört. Der Ort liegt unterhalb der im 12. Jahrhundert erstmals erwähnten Burg Steinsberg („Kompass des Kraichgaus“).

## Geographie

### Geographische Lage

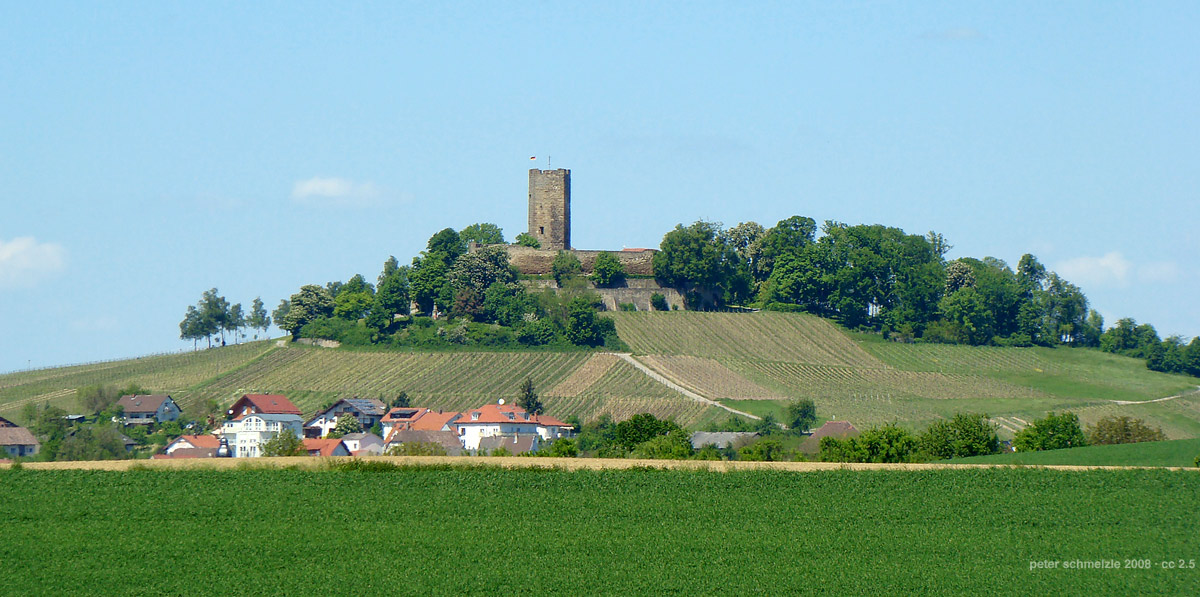
Burg Steinsberg oberhalb von Weiler, der höchste Punkt des Kraichgaus

Sinsheim-Weiler liegt zwischen Heidelberg und Heilbronn im Kraichgauer Hügelland im Rhein-Neckar-Kreis, Baden-Württemberg. Das Dorf selbst erstreckt sich fast anderthalb Kilometer der nord-südlichen Achse der L 550 Sinsheim–Hilsbach entlang, die in einem Westbogen um den Fuß des hoch aufragenden Steinsbergs zieht. Hier an dessen Westfuß beginnt das Dorf, das sich auch ein Stück weit den südlichen Hang des Bergs hochzieht und im Süden an der Markungsgrenze zu Hilsbach neben dem beginnenden Sulzgraben endet; wenig östlich jenseits der kleinen Mulde liegt der Wohnplatz Bräunlingsberghof.
Größtes Gewässer auf der Gemarkung ist der Ilvesbach. Er fließt nordwestlich des Steinsbergs und des Dorfes am Wohnplatz Hammerau und dem Birkenauerhof vorbei in Richtung Nordosten und mündet dann weiter nördlich in Sinsheim in die Elsenz. Westlich des Dorfes am südlichen Gemarkungsrand zu Hilsbach entsteht der noch längere Hilsbach, der südlich zur Elsenz bei Eppingen fließt, auf halbem Wege zum Buchenauerhof in einer sich nach Westen zu Waldangelloch hin öffnenden Flurbucht, durch den die im Dorf von der L 550 abzweigenden K 4277 zieht.
Im Westen der Gemarkung steht auf großen Flächen der sich weit jenseits erstreckende Große Wald, ansonsten ist die Landschaft, vom Gipfel des Steinsbergs abgesehen, offen und hügelig.

### Steinsberg
Der Steinsberg ist ein 333,2 m ü. NN hoher Nephelinbasaltkegel eines an der Wende zwischen Kreide und Tertiär aktiven Vulkans. Um den Berg herum zieht eine Zone von Basalttuff, die Hänge sind von fruchtbarem Löß bedeckt. In der Umgebung des Orts liegen mehrere Sandsteinbrüche (Mittlerer Keuper, Schilfsandstein), die zumeist nicht mehr betrieben werden. Der Steinsberg ist als schützenswertes Naturdenkmal ausgewiesen.

### Stadtteilgliederung
Zu Weiler gehören die Gehöfte bzw. Wohnplätze Hammerau, Birkenauerhof und Buchenauerhof. Außerdem sind in unmittelbarer Nähe des Ortes, auf dem Bräunlingsberg und auf dem Galgen, zwei Aussiedlerhöfe zu finden. Der Wohnplatz Hammerau entstand in den 1960er Jahren an der Stelle der Wüstung Studernheim.

## Geschichte

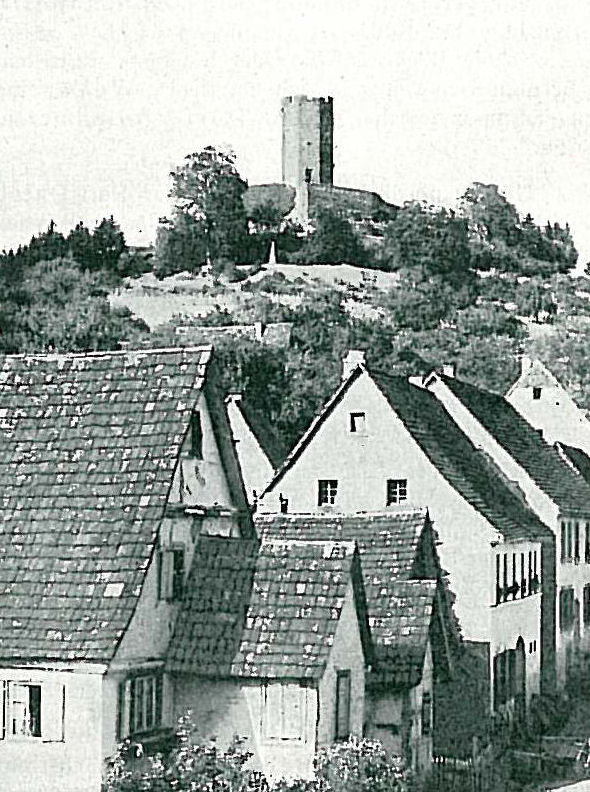
Weiler und Steinsberg 1898

Weiler geht auf den 1213 erwähnten Bauhof oder Adamshof zurück, der sich zum Burgweiler in schützender Nähe zur Burg Steinsberg und der benachbarten Amtsstadt Hilsbach entwickelt hat und deren Geschichte teilt. Besitzer von Burg und Ort waren im 13. Jahrhundert zunächst die Grafen von Oettingen, ab 1310 die Pfalzgrafen bei Rhein, die auf dem Steinsberg den Sitz eines pfälzischen Verwaltungsamtes für Besitzungen im südlichen Kraichgau errichteten. Die Herren von Venningen, die zahlreiche pfälzische Burgvögte auf dem Steinsberg stellten, erhielten 1517 die Burg und den Ort als pfälzisches Lehen. Die pfälzische Amtskellerei wurde vom Steinsberg nach Hilsbach verlegt. Im Bauernkrieg wurde die Burg 1525 zerstört, danach aber wieder aufgebaut. Im Dreißigjährigen Krieg und den nachfolgenden Franzosenkriegen kam es auch in Weiler zu Zerstörungen und langen Leidensjahren. Nach einem Brand im 18. Jahrhundert verkam die Burg zur Ruine. Im Rahmen der Mediatisierung gelangte der Ort Weiler 1806 zu Baden.
In Weiler hatte lange Zeit insbesondere der Weinbau große Bedeutung. 1856 erwarb die Gemeinde die grundherrliche Kelter. Nach 1900 wurden verstärkt Gurken um Weiler für eine Heidelberger Essig- und Senffabrik angebaut, außerdem auch Tabak. Im frühen 20. Jahrhundert gab es zwei Zigarrenfabriken im Ort.
1939 wurden 898 Einwohner gezählt, Ende 1945 waren es 1033. Nach dem Zweiten Weltkrieg wurden dem Ort etwa 500 Vertriebene zugewiesen, die wegen der geringen Erwerbsmöglichkeiten jedoch später zumeist wieder abwanderten. 1962 wurden 1200 Einwohner gezählt, von denen rund 200 Pendler waren. Später entstanden durch Gewerbeansiedlung auch zahlreiche Arbeitsplätze am Ort.
Weiler wurde am 1. Juli 1971 nach Sinsheim eingemeindet. Infolgedessen gelangte die Burg 1973 in den Besitz der Stadt Sinsheim, die umfangreiche Restaurierungs- und Sicherungsmaßnahmen vornehmen ließ.

### Religionen
- Katholische Kirchengemeinde (Pfarramt Angelbachtal)
- Evangelische Kirchengemeinde (Kirchenbezirk Kraichgau)
- DMG interpersonal, ein christliches Hilfs- und Missionswerk mit Heimatzentrum Buchenauerhof

### Einwohnerentwicklung
Vor wenigen Jahren überschritt Weiler die 2000-Einwohner-Marke und hatte am 31. Dezember 2005 2003 Einwohner.

## Politik

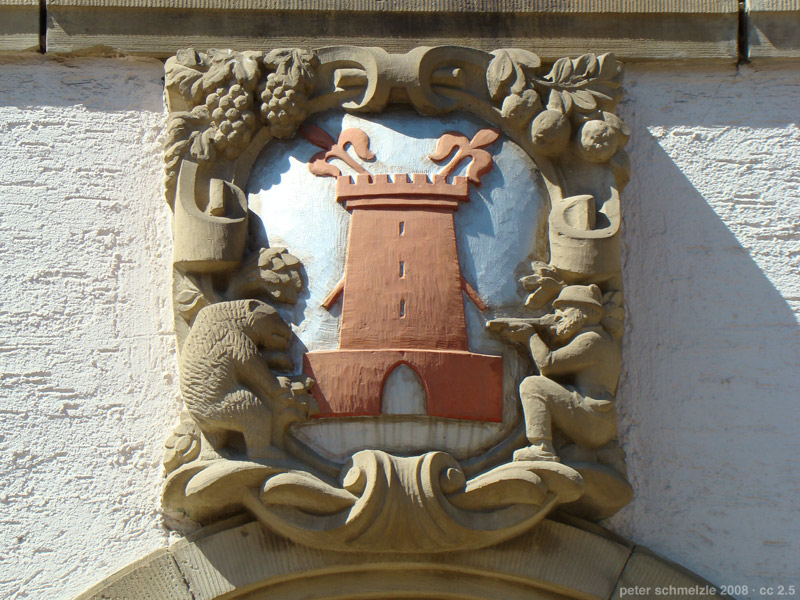
Wappenstein am Rathaus

### Ortsvorsteher
Ortsvorsteher ist Manfred Wiedl (Freie Wähler).
|                   | Früheres Gemeindewappen |
| Wappen von Weiler | Blasonierung: „In Silber ein gemauerter roter Zinnenturm mit offenem Tor und zwei offenen Fenstern, darüber zwei schräggekreuzte rote Lilienstäbe.“                               |
| Wappen von Weiler | Wappenbegründung: Es geht zurück auf ein Gerichtssiegel aus dem Jahr 1708 und zeigt vermutlich die Burg Steinsberg sowie die Lilienstäbe aus dem Wappen der Herren von Venningen. |

## Kultur und Sehenswürdigkeiten

### Bauwerke

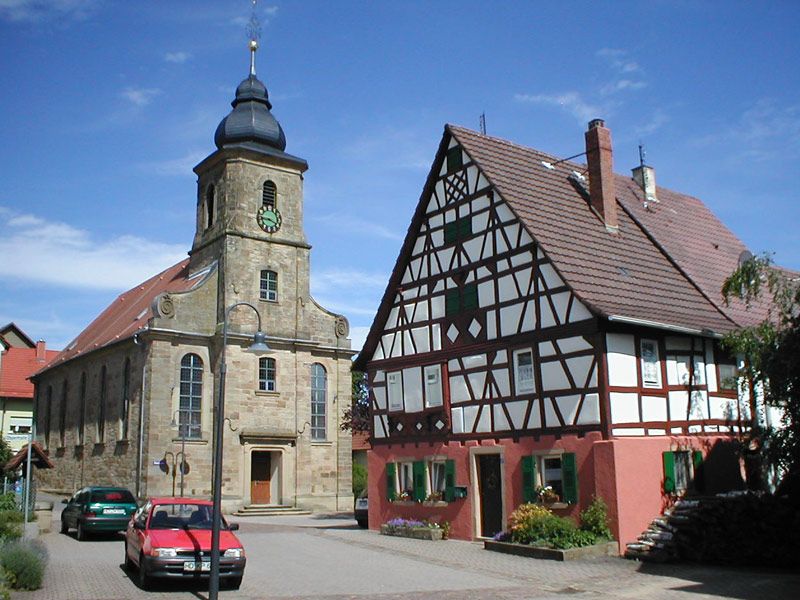
Evangelische Kirche und Fachwerkgebäude von 1607

- Außerhalb von Weiler befindet sich die Burg Steinsberg, eine Burg aus dem 12. Jahrhundert, als der so genannte „Kompass des Kraichgau“ auf der höchsten Erhebung dieser Landschaft.
- Die St.-Anna-Kapelle auf dem Steinsberg geht auf eine 1515 dort erstmals erwähnte Kapelle zurück, die im 17. Jahrhundert einem Blitzschlag zum Opfer gefallen sein soll und verfiel. Die Kapelle wurde 1747 erneuert, 1933 nochmals durch Blitzschlag beschädigt und 1946 bis 1952 umfassend saniert. Eine neuerliche Sanierung fand 1990 statt. Die Kapelle weist einen barocken Altar und eine barocke Kanzel auf. Bis 1811 lebten in einer 1832 abgebrochenen Klause dort auch Einsiedler.

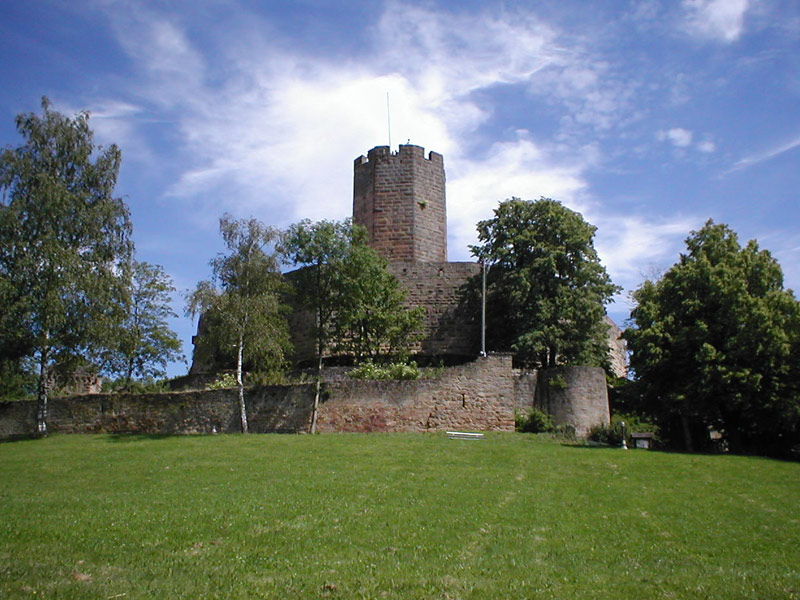
Burg Steinsberg
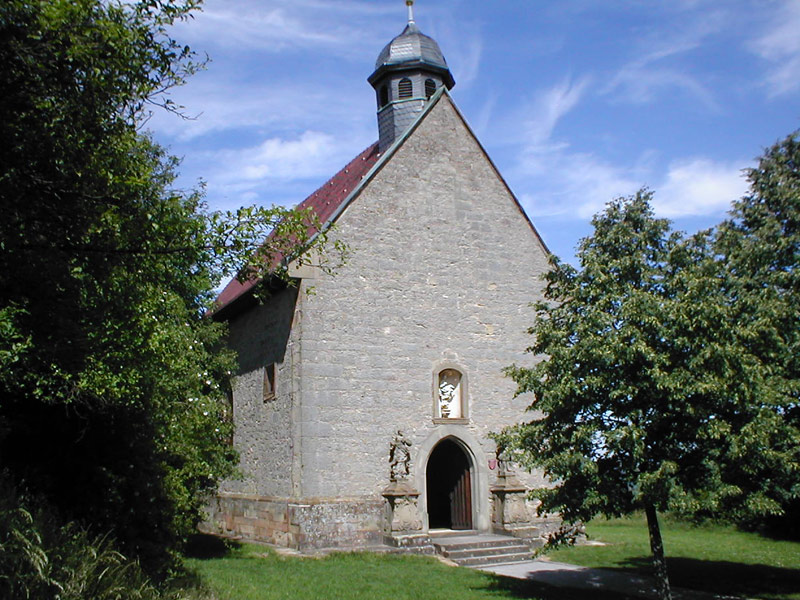
St. Anna-Kapelle
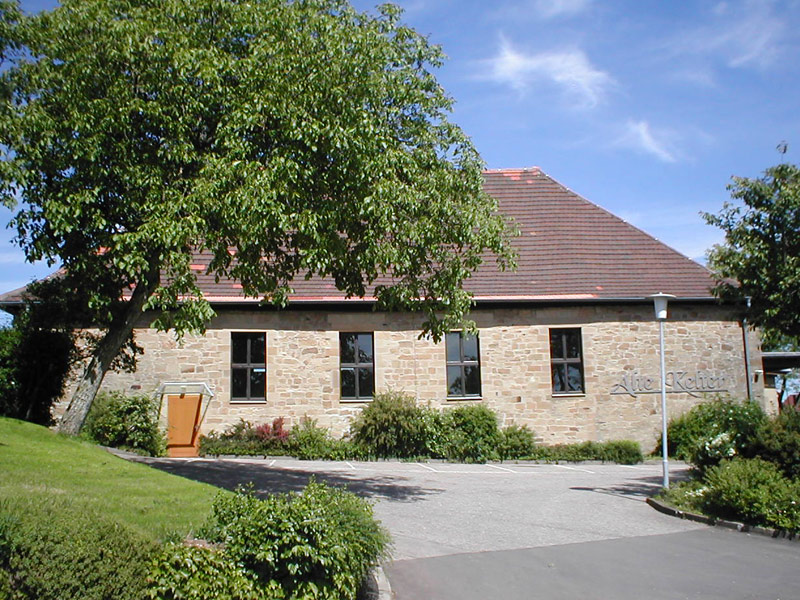
Alte Kelter

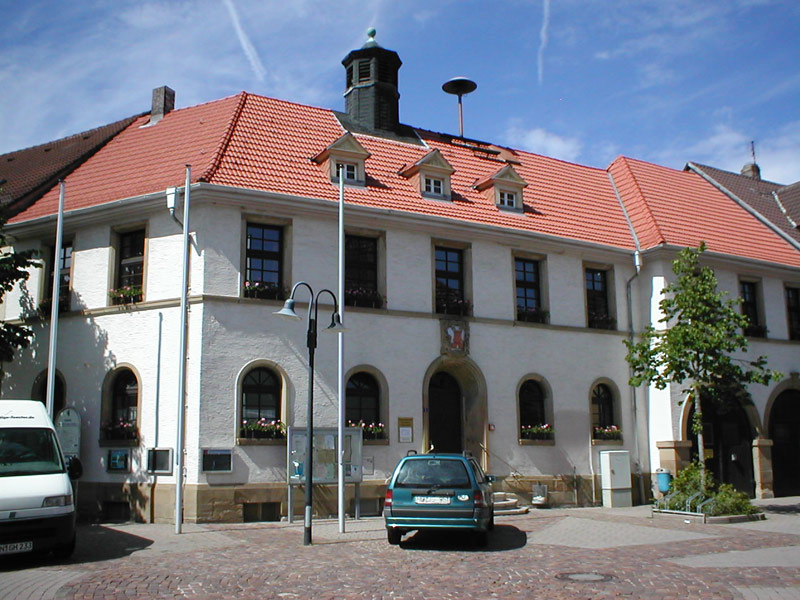
Rathaus in Weiler

- Das Herrenhaus (auch Schlösschen Weiler genannt) wurde durch die Herren von Venningen 1797 erbaut, ein Wappenstein über dem Torbogen zeigt das Allianzwappen der Familie. Das Gebäude diente später auch als Zigarrenfabrik und Gasthaus, heute als Wohnhaus. Hinter dem Herrenhaus befindet sich die alte Zehntscheuer. Die Alte Kelter ist heute Veranstaltungszentrum.
- Die Evangelische Kirche in der Schafgasse wurde 1787 von reformierten und lutherischen Gemeinden des Ortes erbaut. Zuvor hatte der Gottesdienst beider Gemeinden abwechselnd im Rathaus stattgefunden, nachdem eine 1572 erwähnte Kirche der Reformierten im Dreißigjährigen Krieg zerstört worden war. 1869 wurde die evangelische Kirche renoviert und erweitert.
- Die katholische Kirche Heilige Familie in der Kaiserstraße wurde 1908 erbaut. Bei ihr befindet sich auch das alte Katholische Schulhaus.
- Im Ortskern haben sich zahlreiche weitere historisch Gebäude erhalten, darunter Fachwerkbauten wie das Haus von 1607 in der Steinstr. 12 neben der evangelischen Kirche sowie das Gasthaus Zum Adler von 1605 neben dem Herrenhaus und weitere Gebäude an der Kaiserstraße.[3]
- Das Rathaus wurde 1928 anstelle eines Vorgängerbaus errichtet. Auf dem Dorfplatz vor dem Alten Schulhaus befindet sich der Bärenbrunnen.

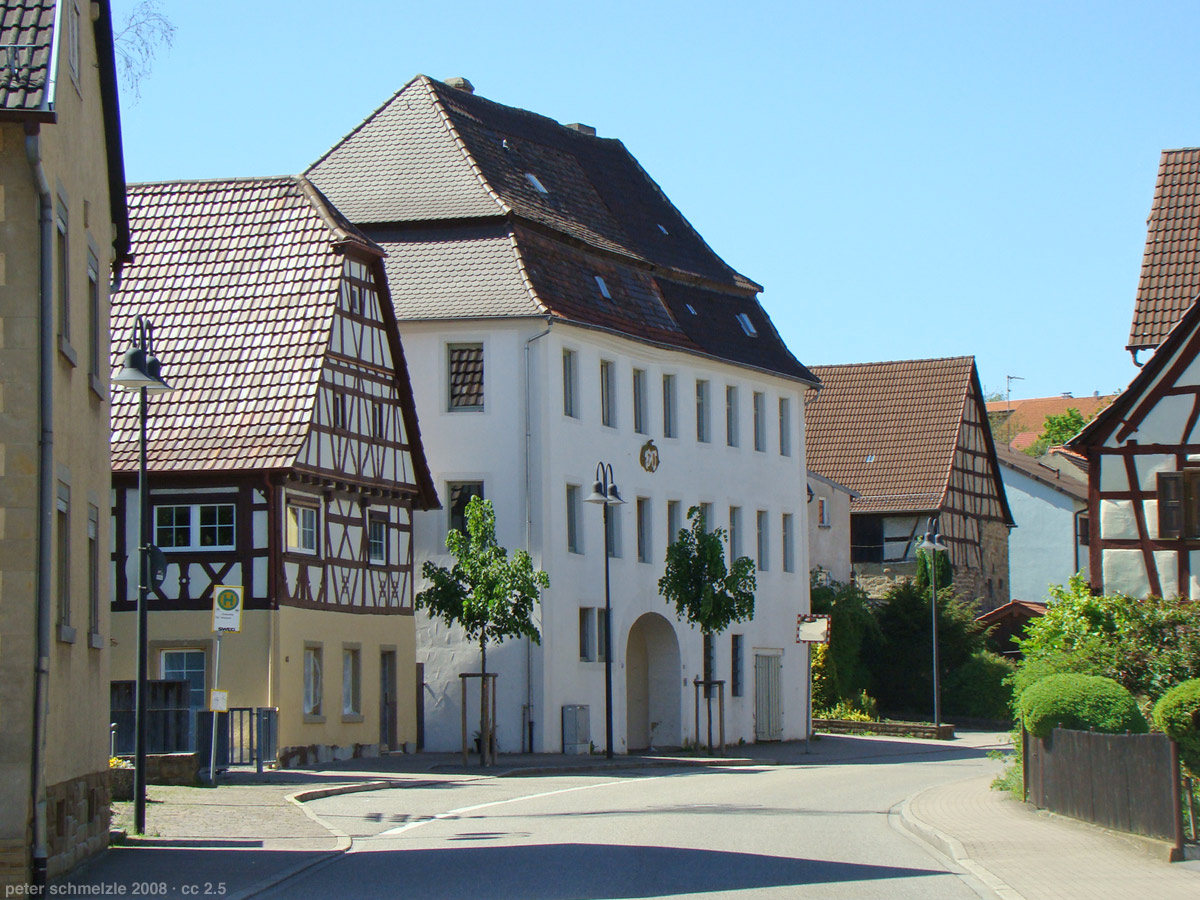
Herrenhaus, links: Gasthaus Adler von 1605
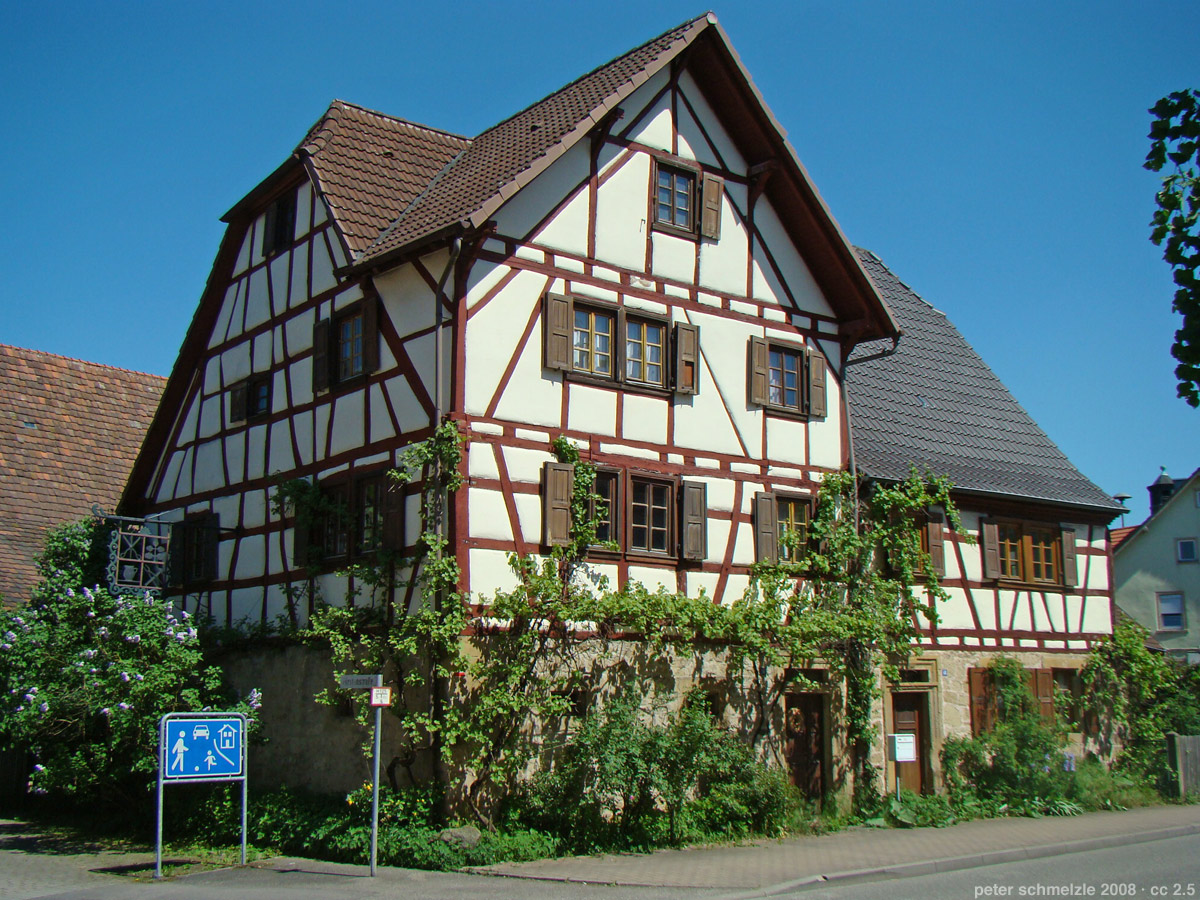
Haus mit Kreuzgiebel von 1809
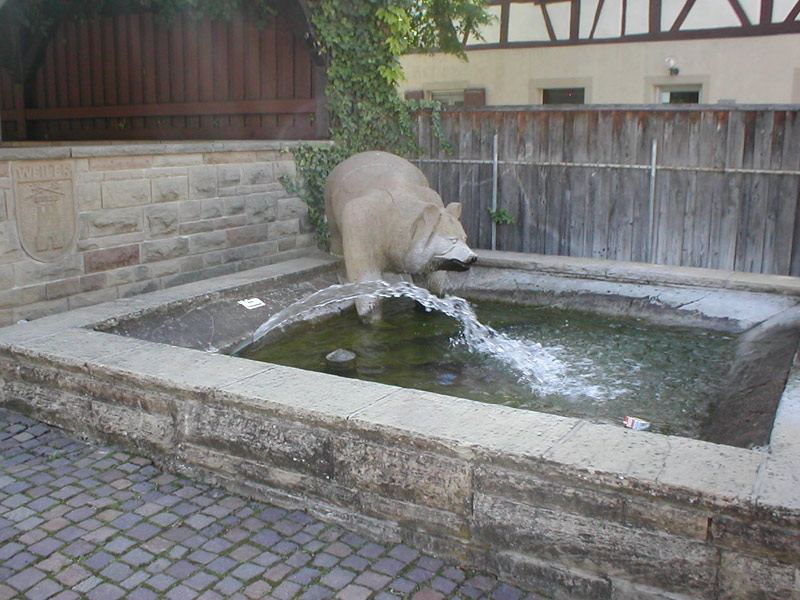
Bärenbrunnen

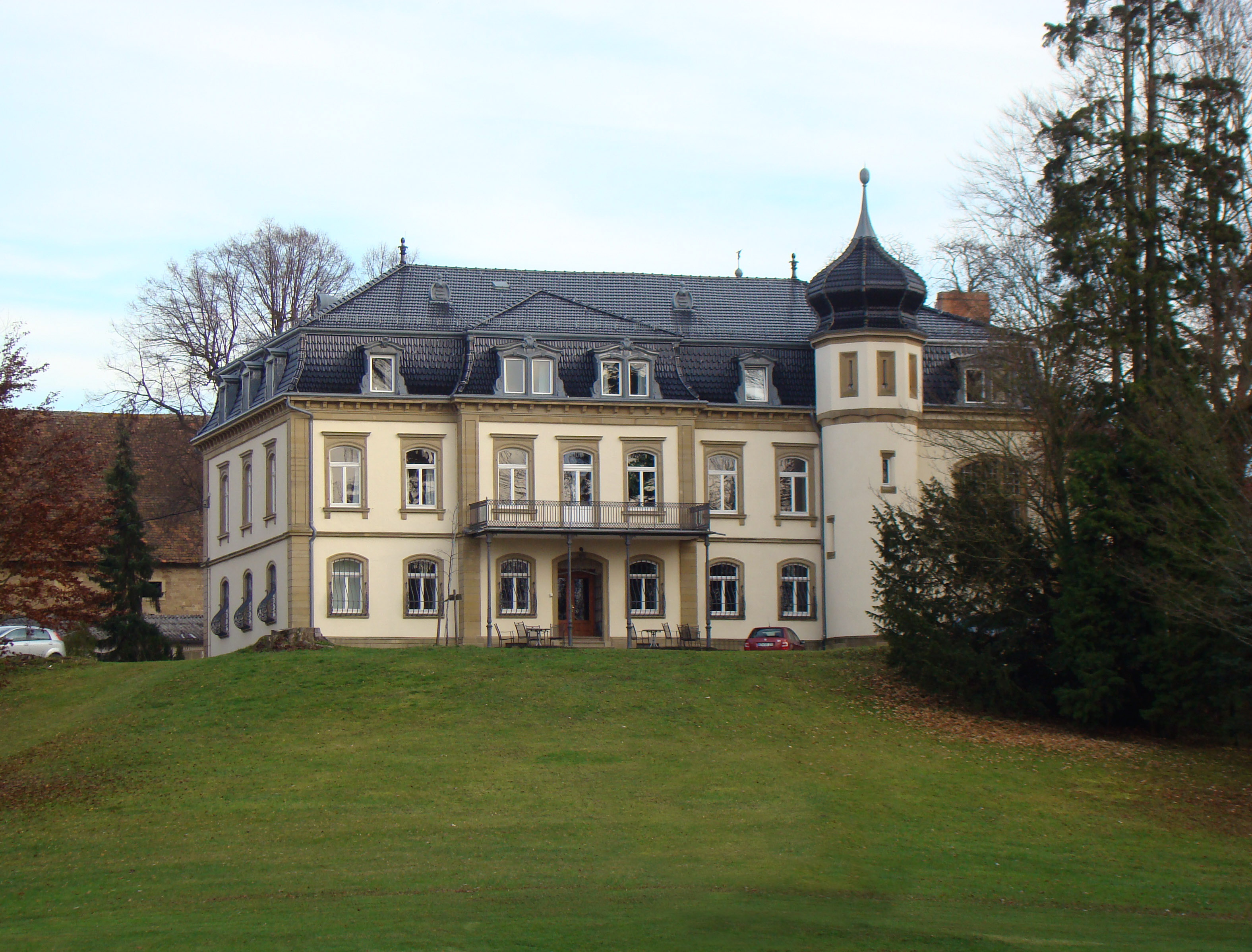
Buchenauerhof

Im zu Weiler zählenden Buchenauerhof mit seinem schlossartigen Hauptgebäude befindet sich der Sitz der Deutschen Missionsgemeinschaft, die zum Buchenauerhof gehörigen landwirtschaftlichen Nutzflächen werden größtenteils vom Golfclub Sinsheim genutzt.

### Vereine
- Deutsches Rotes Kreuz Ortsverein und Bereitschaft Weiler: Das DRK Weiler ist ein Ortsverein im Kreisverband Rhein-Neckar/Heidelberg e. V. Die Ortsvereinigung besteht aus einer Bereitschaft und einer Jugendabteilung. Die Tätigkeitsfelder bestehen in der örtlichen Gefahrenabwehr und im Katastrophenschutz.
- FC Weiler 1946 e. V.: Fußballverein
- Freiwillige Feuerwehr Weiler: Die Freiwillige Feuerwehr Weiler wurde im Januar 1939 gegründet und hatte 32 Mitglieder. Im Oktober 1942 wurde dann die erste Tragkraftspritzen bei der Firma Maschinenbau AG Blacke in Frankenthal bestellt. Im Jahr 1958 erhielt die Feuerwehr eine neue TS 8/8 von der Firma Ziegler. Im Jahr 2004 wurde der Feuerwehrhausanbau fertiggestellt.
- Motorsport- und Oldtimerclub e. V. Steinsberg: Der Verein wurde am 18. Dezember 1979 von 30 Mitgliedern gegründet. Unter ihnen waren auch die Brüder Joachim und Wolfgang Reich, denen es gelang 1971 und 1977 Deutsche Geländemeister zu werden. Ein weiteres prominentestes Mitglied, ist Franz Haaf, Deutscher Trial Meister 1982.
- Turn- und Sportverein TSV 1920 Weiler e. V.: hat die Abteilungen Geräteturnen männlich und weiblich, Gymnastik Jugend und Erwachsene, Seniorenturnen, Faustball, Tennis, Leichtathletik, Radfahren.

### Regelmäßige Veranstaltungen
Jedes Jahr abwechselnd gibt es im Sommer auf der Burg Steinsberg Burgfestspiele bzw. das Steinsbergfestival; Ersteres bietet Theater, Letzteres verschiedene Konzerte aller Art. Bei den jedes Jahr im Herbst stattfindenden Sinsheimer Kulturtagen gibt es meist auch Veranstaltungen in Weiler. Alle zwei Jahre führen die örtlichen Vereine ein Wochenende lang ein Dorffest durch.

## Wirtschaft und Infrastruktur
Das Dorf war lange Zeit überwiegend landwirtschaftlich geprägt. Erwähnenswert ist der Sandsteinbruch in Weiler, aus dessen Steinen u. a. der Mannheimer Wasserturm erbaut wurde. Der bedeutendste Arbeitgeber in Weiler war lange Zeit die Firma EGO, die 1977 fast 350 Arbeitsplätze bot.

### Verkehr
Es gibt Kreisstraßen nach Sinsheim, Reihen, Hilsbach und Waldangelloch. Durch den Sinsheimer Stadtbus besteht an Wochentagen tagsüber eine stündliche Busverbindung nach Sinsheim bzw. Hilsbach. Weitere Busverbindungen führen in Richtung Eppingen/Elsenz. In Richtung Sinsheim besteht außerhalb des regulären Busverkehrs die Möglichkeit, mit dem Rufbus zu fahren.
Durch Weiler verläuft die Burgen-Tour Kraichgau-Stromberg, eine etwa 52 Kilometer lange regionale Radroute, die den Ort mit den umliegenden Orten Steinsfurt und Waldangelloch verbindet.

### Bildung
- Grundschule Hilsbach-Weiler
- evangelischer Kindergarten „Gänseblümchen“
- städtischer Kindergarten „Regenbogen“ für Hilsbach und Weiler
- Außenstelle der Volkshochschule Sinsheim

## Söhne und Töchter der Gemeinde
- Carl Wilhelm Friedrich Ludwig Stocker, evangelischer Pfarrer und Heimatforscher.